# Antiquarium (Múnich)

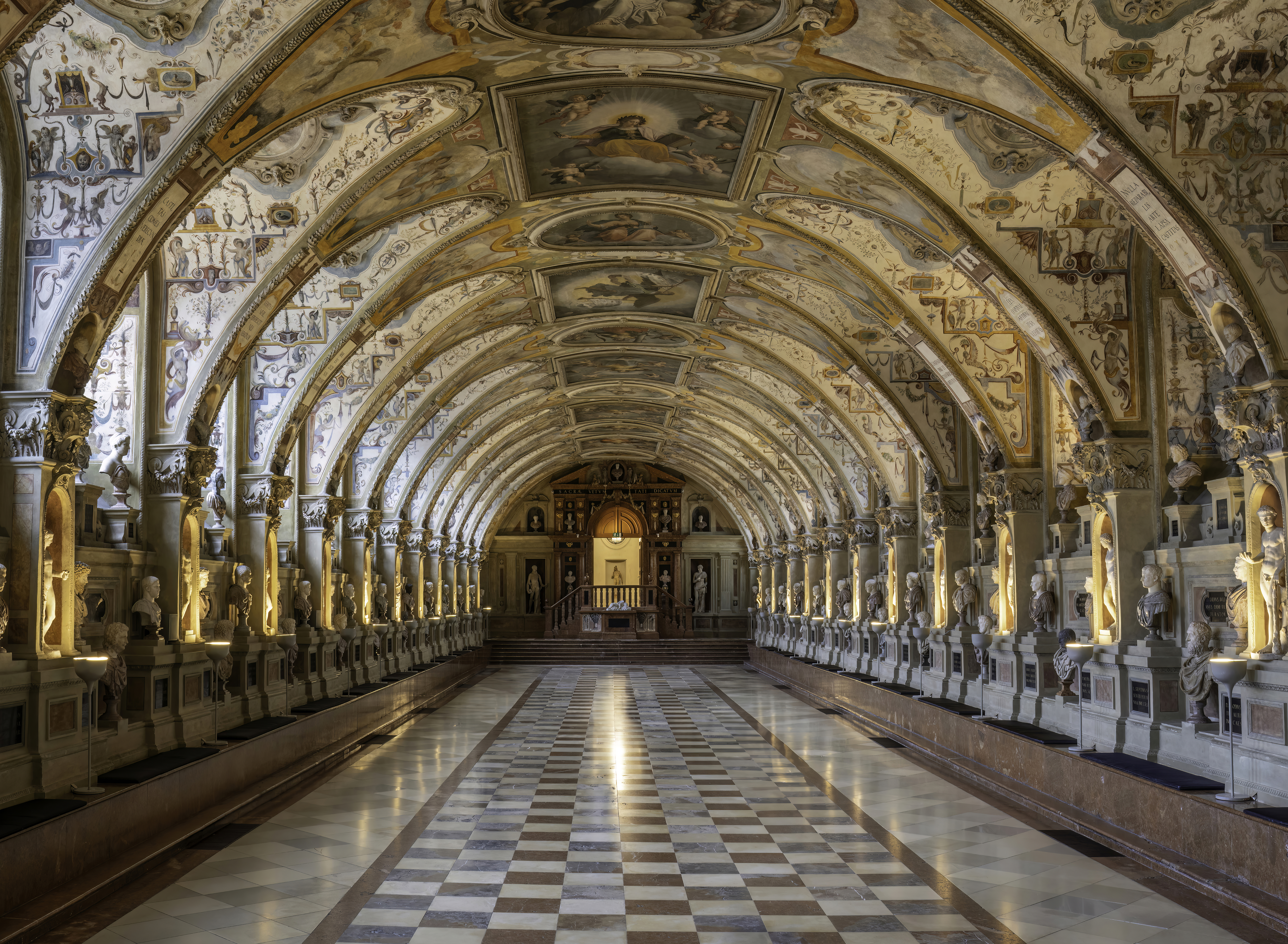
El Antiquarium, una de las bóvedas renacentistas más antiguas de Europa

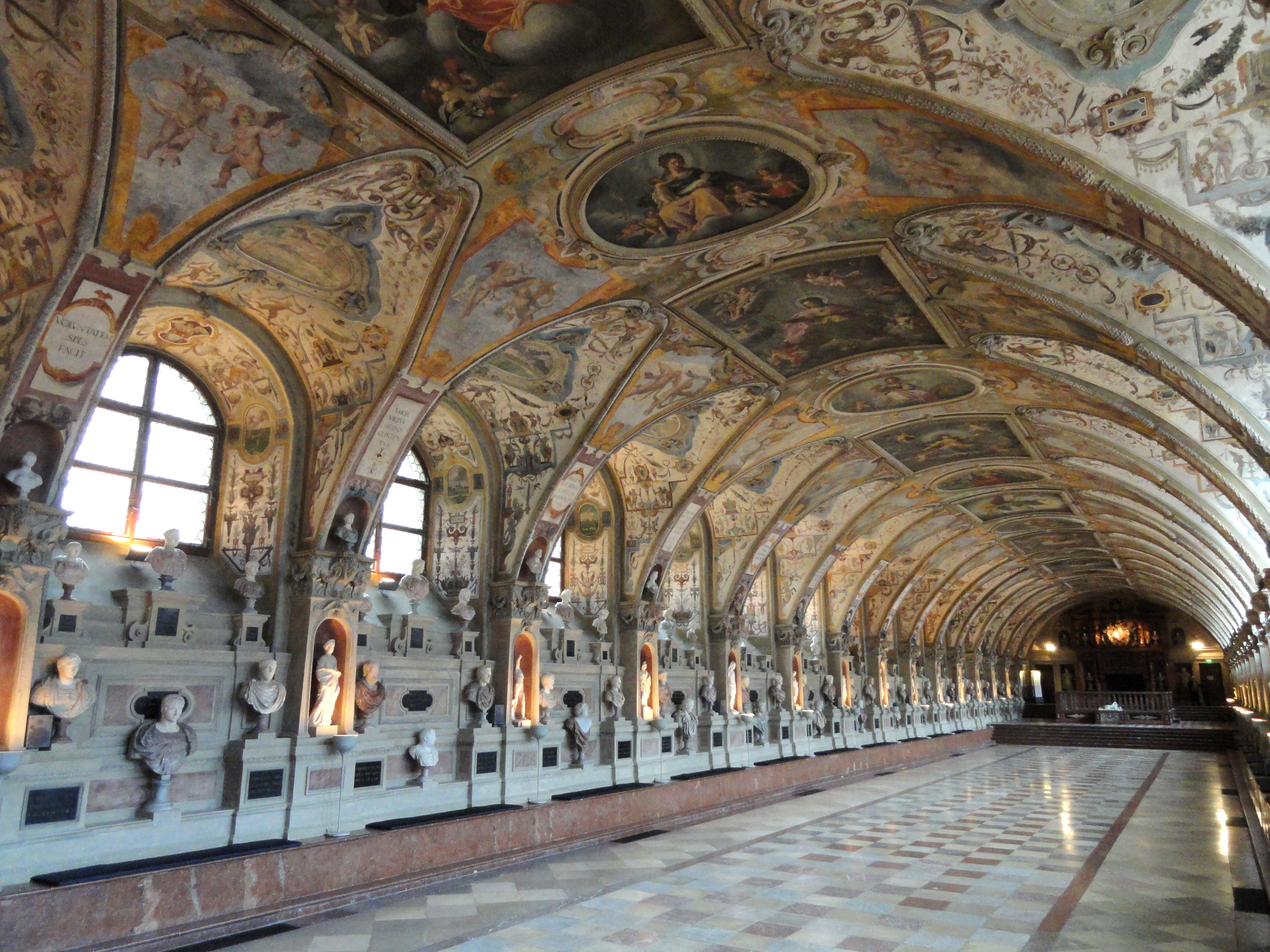
Vista lateral de la colección de figuras

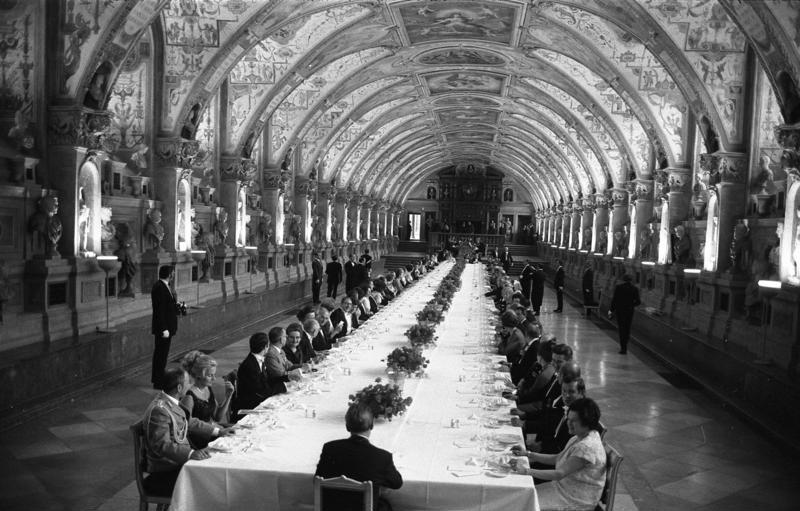
Visita de estado de la pareja real belga el 29 de abril de 1971

El Antiquarium fue construido desde 1568 para albergar la Colección Ducal de Antigüedades Clásicas y la Biblioteca como una extensión de la Residenz de Múnich y pronto fue convertido en un salón de baile. Es uno de los edificios de colecciones renacentistas más importantes que se conservan.

## Arquitectura
El salón de la planta baja del Antiquarium, de 69 metros de largo, se considera el salón renacentista más grande al norte de los Alpes. La continua bóveda de cañón está ahuecada por las cúpulas de las 17 pares de ventanas y es transparente. La rica pintura de artistas como Hans Donauer el Viejo, Alessandro Scalzi, llamado Padovano, Peter Candid y Antonio Viviani con 102 vistas de antiguas ciudades bávaras fue completada alrededor del año 1600.

## Historia
La residencia en el centro de Múnich fue la sede de los duques, electores y reyes de Baviera. Entre 1568 y 1571, el duque Alberto V construyó un edificio independiente de dos pisos para su extensa colección de esculturas (en la planta baja) y biblioteca (en el piso superior) basado en las ideas de Jacopo Strada de Mantua. En 1580-1584, Friedrich Sustris fue encargado de convertir el salón de la planta baja del Antiquarium en un salón de fiestas y banquetes, y comenzó la pintura que aún se conserva hoy.
Durante la Segunda Guerra Mundial, la bóveda fue destruida por una bomba explosiva en el centro. Sin embargo, la humedad que penetró en la bóveda en los años siguientes fue aún más grave ya que destruyó severamente la pintura del techo. Tras el cierre de la brecha en las bóvedas y la renovación del techo del ala del edificio, el Antiquarium fue reconstruido bajo la dirección de Otto Meitinger. El salón se utiliza nuevamente para recepciones del gobierno estatal bávaro y para conciertos. Es parte del Residenzmuseum.